# Rwanda, et afrikansk eventyr
Rwanda, et afrikansk eventyr er en dansk dokumentarfilm fra 1986 instrueret af Marie Louise van Boxtel.

## Handling
En film om Rwanda, et lille land i Central Afrika. Filmen viser og problematiserer befolkningens og naturens krav og ret til at eksistere videre.